# Johnny Echols
Pour les articles homonymes, voir Echols.
Johnny Echols né le 21 février 1947 à Memphis, Tennessee est un chanteur, compositeur et guitariste américain. 

## Biographie
Il est connu pour avoir joué dans des groupes aux côtés de grands de la musique tels que Little Richard, Billy Preston et Jimi Hendrix, ainsi que pour avoir été le guitariste d'un temps de Miles Davis. Mais sa renommée est par-dessus tout due à son activité de guitariste solo au sein du légendaire groupe de rock psychédélique Love, dont il est le cofondateur avec Arthur Lee, le chanteur du groupe.
Arthur et Johnny se sont en effet rencontrés durant leur enfance. Les parents Lee et Echols étaient professeurs à Memphis, lorsque Arthur et Johnny naquirent. Les deux familles déménagèrent à Los Angeles, où Johnny Echols reçut des leçons de guitares d'un voisin, qui s'avérait être le guitariste du groupe The Coasters. A la Dorsey High School, Johnny fonda un groupe de musique avec Arthur Lee (excellent joueur de basket et d'orgue), Allan Talbert au saxophone, et Roland Davis à la batterie. Bientôt, un autre camarade de classe, Billy Preston, se joignit au groupe et Lee en devint le chanteur principal. Ce groupe fut nommé The LAG (abréviation de The Los Angeles Group).
Les membres de The LAG étaient obligés de porter de fausses moustaches pour donner l'impression qu'ils étaient majeurs, afin de pouvoir jouer dans des clubs de Los Angeles. Ce qu'ils firent, avant d'être interpellés par un manager agressif qui les fit jouer sous les noms de divers groupes plus connus. Un jour, alors qu'ils jouaient sous le nom du groupe The Coasters, un professeur de la Dorsey High School s'approcha et dit : "Je sais qui vous êtes, Johnny Echols. Vous et vos camarades n'êtes pas les Coasters, mais vous faites un travail tellement époustouflant que je ne dévoilerai votre secret à personne".
En 1963 Johnny Echols, ayant obtenu l'autorisation de sa famille, fit un voyage en Angleterre pour jouer avec le groupe de Little Richard. Par la suite, Arthur Lee et lui jouèrent avec Billy Preston et Jimmy James (qui allait bientôt se renommer Jimi Hendrix) au légendaire L.A.'s California Club.
Johnny Echols, aux côtés d'Arthur Lee et du guitariste rythmique Bryan MacLean, écrivit et arrangea plusieurs morceaux pour leur groupe Love, et l'on y ressent clairement son jeu directeur de guitare. Love devint un très grand groupe de rock psychédélique, et son album culte Forever Changes fut notamment élu en 2005, par l'Association des Disk Jockeys européens, meilleur album rock de tous les temps.